# Vaszilij Nyikityics Tatyiscsev
Vaszilij Nyikityics Tatyiscsev (Василий Никитич Татищев; 1686. április 26. (16.) – 1750. július 26. (15.) orosz tüzérkapitány, történész, az orosz történelem első összefoglaló művének írója, geográfus, az Urál és Szibéria felmérője, városalapító (Jekatyerinburg, Perm, Togliatti).
Vaszilij Nyikityics Tatyiscsev a Moszkvai Tüzérségi mérnöki iskolában Jakov Brjuszov tanítványa volt. Katonai pályafutása alatt részt vett Narva bevételében (1705) a poltavai csatában. 1713-1714 között nyugat-európai tanulmányutat tett Berlinben, Wrocławban és Drezdában tanulmányozta a porosz és a szász haditechnikát. Európai útjairól jelentős mennyiségű könyvvel tért haza.

## Tevékenysége Nagy Péter alatt
1717-től a Bányászati- és Manufakturális Kollégiumba került, ahol 1719-ben megbízzák Oroszország térképészeti felmérésében való részvétellel. A földrajzi felméréssel egy időben elkezdte Oroszország történetének megírását is.
1720-ban új megbízást kapott. Szibériába küldték réz és ezüst bányák és kohók építésének megszervezésére. Az uktuszkomi gyártelepen létrehozta a Bányászati Kancelláriát. A kohókat áttelepítette az Iszet folyó partjára és ezzel megalapította Jekatyerinburgot.
A Káma partján kijelölte egy rézkohászati manufaktúra helyét, megalapítva Perm városát. Az általa létrehozott gyártelepeken postaszolgálatot szervezett és általános oktatási profilú, illetve bányászati iskolákat alapított.
1724-ben I. Péter visszarendelte Szentpétervárra, és Svédországba küldte, mint különleges követet. Tatyiscsev 1726-ig töltötte be ezt a posztot. Svédországi tartózkodása alatt tanulmányozza a svéd bányászatot, tengeri kereskedelmet és a pénzverést.
1727-ben kinevezték a Pénzügyi Felügyelet tagjává. Visszatért Szibériába és Jekatyerinburgba, ahol közvetlenül irányította a pénzverdét, amely Oroszország pénzérméit az 1917-es októberi forradalomig készítette.

## Anna Ivanovna cárnő uralkodása idején
Tatyiscsev 1730-ban Anna Ivanovna cárnő koronázásakor még fő-ceremónia mester volt, azonban hamarosan megromlott a viszonya Ernst Johann von Bironnal, Anna Ivanovna kegyencével. 1731-ben bíróság elé állították. Az eljárást 1734-ben megszüntették, és ismét Szibériába küldték az állami bányák és kohók megsokszorozására. Tevékenysége során közel 40 új bánya illetve kohó épült fel. Határozottan ellenezte a bányák, illetve a kohók magánkézbe adását. Ezzel számos ellenséget szerzett magának. Ezek elérték, hogy von Biron ismét vád alá helyezze, így 1739-ben Pétervárra rendelték. Rövid időre börtönbe került, végül, érdemeire való tekintettel, csupán megfosztották minden címétől és hivatalától.
1741-ben von Biron kegyvesztését követően visszakapta címeit és Caricinba küldik, hogy a kereszténységet ekkor felvevő kalmük fejedelemnőt támogassa és letelepítse a kalmüköket. Sztavropol néven várost alapított a Volga mentén (ma Togliatti) a kalmükök számára. Küldetése nem bizonyult kellően sikeresnek. 1745-ben tért vissza Bolgyinóba, a Moszkva környéki birtokára. Ettől kezdve haláláig, nagy művének, Oroszország történetének a megírásán dolgozott.